# بيرشكا
بيرشكا(تلفظ بالإسبانية: ‎/ˈberʃka, ˈberska/‏) هي شركة لبيع الملابس بالتجزئة. وهي جزء من مجموعة إنديتكس الإسبانية (التي تملك أيضا زارا، ماسيمو دوتي، بول أند بير، أويشو، أوتيركو، ستراديفاريوس وزارا هوم ‏)
تم إنشاء الشركة في أبريل 1998 كمتجر جديد ومفهوم أزياء جديد، ويصب كل التركيز على السوق المستهدف وهو الشباب. لديهم الآن أكثر من 1000 متجر في 71 دولة حول العالم. وتمثل مبيعات بيرشكا 10٪ من مجموعة إنديتكس.
في 6 سبتمبر 2011، أطلقت الشركة (جنباً إلى جنب مع العلامات التجارية في الشركة) سوق إلكتروني في فرنسا وألمانيا واليونان وبولندا وإيطاليا وأيرلندا وهولندا والبرتغال وإسبانيا والصين ولاتفيا والمملكة المتحدة.

## معرض الصور

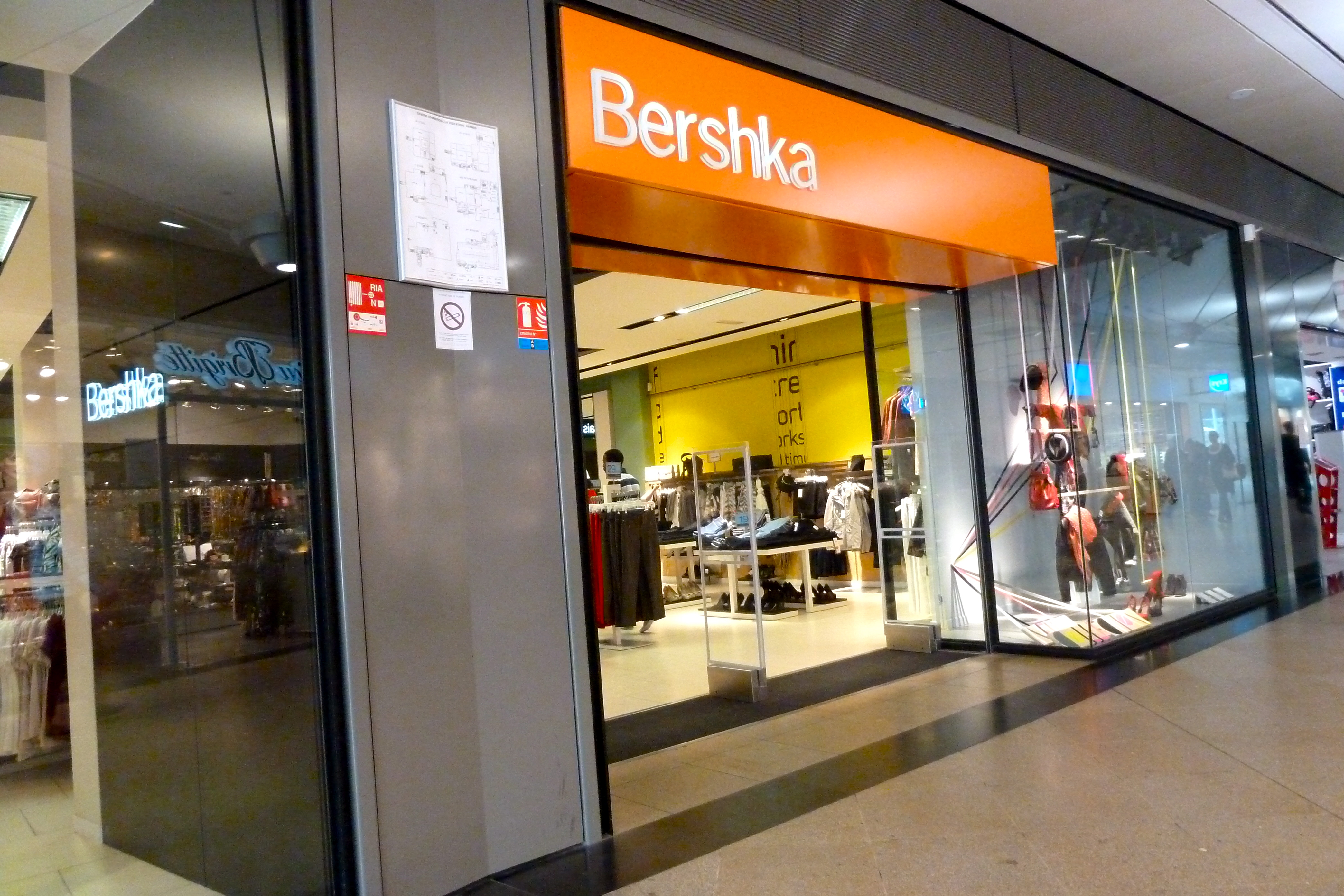
متجر بيرشكا في رين، فرنسا
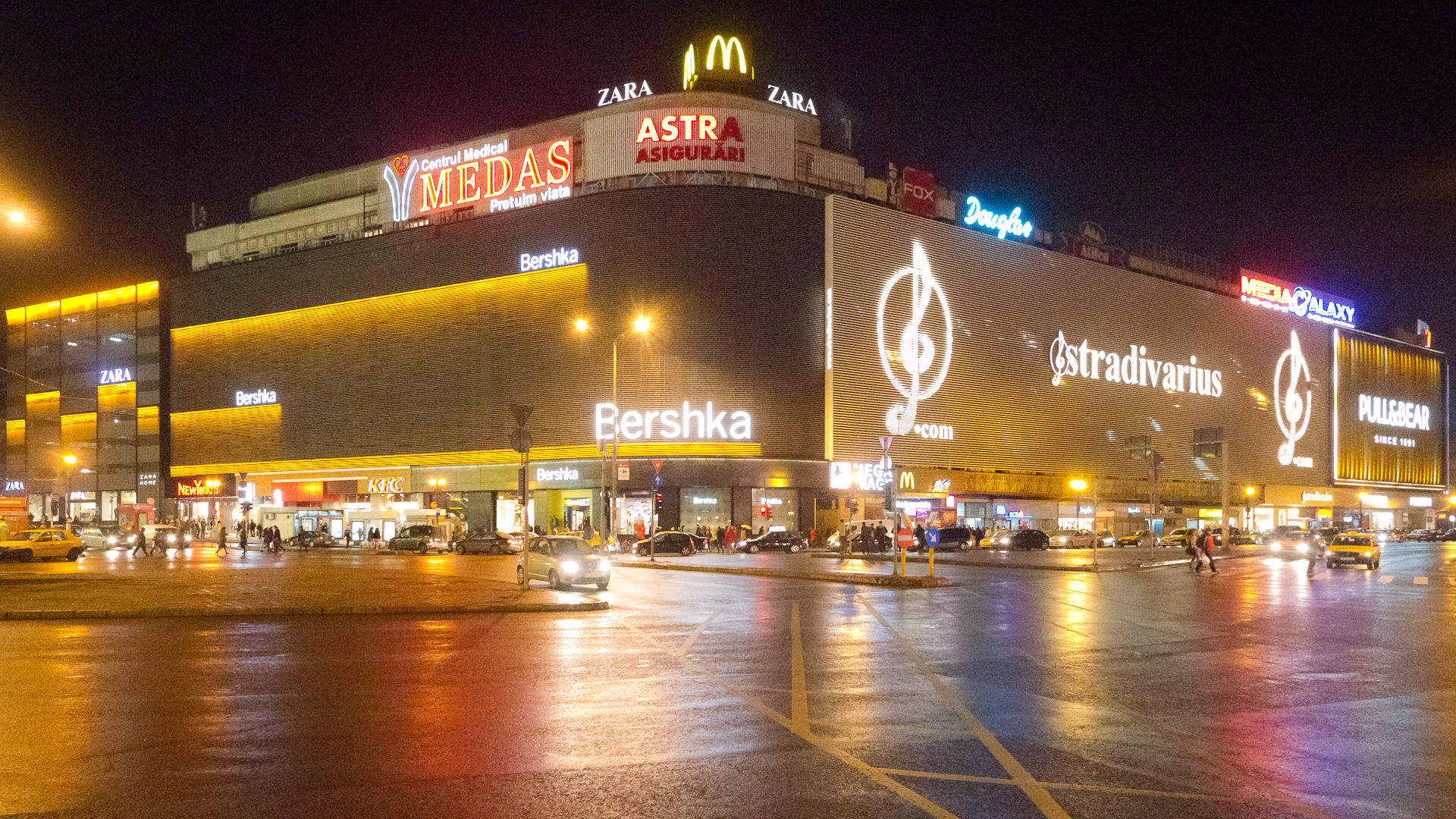
مركز يونيريا للتسوق في بوخارست، رومانيا

## المتاجر
عدد متاجر بيرشكا في كل دولة:
| أفريقيا - مصر: 6 - المغرب: 3 - تونس: 3 - الجزائر: - سوريا - : 2 | الأمريكتين - المكسيك: 75 - كولومبيا: 13 - فنزويلا: 9 - جمهورية الدومينيكان: 6 - غواتيمالا: 3 - كوستاريكا: 2 - الإكوادور: 2 - السلفادور: 2 - هندوراس: 2 - بنما: 2 - نيكاراغوا: 1 - الولايات المتحدة: 1 | آسيا - الصين: 66 - تركيا: 35 - السعودية: 32 - اليابان: 25 - إسرائيل: 17 - الإمارات العربية المتحدة: 9 - إندونيسيا: 9 - لبنان: 9 - كازاخستان: 6 - الفلبين: 6 - كوريا الجنوبية: 5 - هونغ كونغ: 5 - قطر: 4 - تايوان: 3 - الكويت: 5 - سنغافورة: 3 - الأردن: 2 - ماليزيا: 2 - البحرين: 1 - ماكاو: 1 - عمان: 1 - تايلاند: 1 - سوريا : 1 | أوروبا - إسبانيا: 201 - روسيا: 99 - إيطاليا: 67 - فرنسا: 52 - بولندا: 50 - البرتغال: 48 - اليونان: 30 - رومانيا: 25 - هولندا: 18 - ألمانيا: 14 - أوكرانيا: 14 - بلجيكا: 13 - كرواتيا: 9 - المجر: 9 - المملكة المتحدة: 8 - بلغاريا: 8 - صربيا: 7 - النمسا: 7 - قبرص: 7 - أيرلندا: 6 - سويسرا: 6 - جمهورية التشيك: 5 - سلوفاكيا: 5 - ليتوانيا: 4 - سلوفينيا: 4 - أذربيجان: 3 - البوسنة والهرسك: 3 - جورجيا: 3 - لاتفيا: 3 - ألبانيا: 2 - أرمينيا: 2 - بيلاروس: 2 - لوكسمبورغ: 2 - مالطا: 2 - مقدونيا الشمالية: 2 - أندورا: 1 - إستونيا: 1 - كوسوفو: 1 - الجبل الأسود: 1 |

## وصلات خارجية
- Bershka.com
- Bershka on facebook